# Porcellionides nitidus
Porcellionides nitidus là một loài chân đều trong họ Porcellionidae. Loài này được Radu và là loài đặc hữu của Romania mô tả khoa học năm 1951.